# Nectandra hypoleuca
Nectandra hypoleuca är en lagerväxtart som beskrevs av B.E. Hammel. Nectandra hypoleuca ingår i släktet Nectandra och familjen lagerväxter. Inga underarter finns listade i Catalogue of Life.